# بريان آدامز
بريان آدامز (بالإنجليزية: Bryan Adams)‏ هو شخصية أعمال وسياسي أمريكي، ولد في 1 نوفمبر 1962 في نيو أورلينز في الولايات المتحدة. حزبياً، نشط في الحزب الجمهوري. وقد انتخب عضو مجلس نواب لويزيانا.